# جاراد برانثويت
جراد بول برانثويت هو لاعب كرة قدم إنجليزي يلعب في مركز الدفاع مع نادي إيفرتون في الدوري الإنجليزي الممتاز.